# Olindina
Olindina es un municipio brasilero del estado de Bahía localizado a 43,7km de la ciudad sergipana de Tobias Barreto y distante aproximadamente 200 km de la capital bahiana. Su población estimada en 2004 era de 25.164 habitantes.

## Historia
El primer nombre de la ciudad fue Mucambo, después Nueva Olinda y seguido por el actual Olindina.
La historia y surgimiento del Municipio de Olindina se inicia en las tres décadas finales del siglo XIX y está directamente relacionada con la Guerra del Paraguay.

## Geografía
Los principales distritos son Doña Maria, localizada a 18 km de la ciudad, y, Umbuzeiro, localizado a 23 km de la ciudad.
Barrios de la sede: Centro, Crucero, Nueva Olindina, Ciudad Nueva, Mutirão, Alto, Urbis.
Olindina tiene acceso principal por la BR-110 que a une con la ciudad de Alagoinhas (Sur) y Paulo Afonso (Norte), siendo acceso para quien viene de la capital bahiana y de Feria de Santana. También posee carretera para Aracaju (BR-349) pasando por Tobias Barreto y Itapicuru, además de otras rutas locales.

## Administración
2005-2008
- Prefecto: Aladim Barreto da Silva
- Viceprefecto: Aleksander Farias de Souza

2009-2012
- Prefecto: Antônio Juán Ribeiro de la Cruz
- Viceprefecto: José Primo dos Santos Hijo